# マワシファイター・OMIKU
「マワシファイター♥OMIKU」（マワシファイターおみく）は、1995年9月30日にビクターエンタテインメント（VSD-1004）から応募締め切りな非売品8cmシングルCD。主な「メタルファイター♥MIKU」の外伝ドラマ「嬉し恥ずかし特別篇」を収録。

## 配役
- おみく — 吉田古奈美
- サヤカ — 根谷美智子
- ギンコ — 折笠愛
- ナナ — 小野寺麻理子

## 裏方
- 脚本：河原ゆうじ
- 音楽：川井憲次
- 録音：丸山光義
- 効果：小山健二
- 音響監督：渡辺淳
- 音響制作：現
- 監修：尾川大作、新房昭之